# James Higham
James Edward Strachan Higham (* 25. Januar 1968) ist ein neuseeländischer Geograph. Seine aktuellen Forschungsschwerpunkte sind Klimawandel und Tourismus.

## Leben
James Higham ist der Sohn von Charles Higham, Archäologieprofessor an der University of Otago, und Bruder von Thomas Higham, Archäologieprofessor an der University of Oxford. James Higham ist Professor mit den Schwerpunkten Tourismus und Umweltwandel an der University of Otago. Er war Visiting Fellow an der University of Queensland, Herausgeber des Journal of Sustainable Tourism (Routledge) (2014–2022) und Direktor der University of Otago Tourism Policy School (2019–2022).
Sein h-Index lag mit Stand Februar 2023 bei 57.

## Schriften (Auswahl)
- James Higham & Thomas Hinch: Sport and tourism: Globalization, mobility and identity. Elsevier, Amsterdam u. a. 2009, ISBN 978-0-7506-8610-5.
- James Higham & Thomas Hinch: Sport tourism development. 3. Auflage. Channel View Publications, Bristol 2018, ISBN 978-1-84541-654-6.
- Tazim Jamal & James Higham (Hrsg.): Justice and tourism. Principles and approaches for local-global sustainability and well-being. Routledge, London 2022, ISBN 978-0-367-69739-6, doi:10.4324/9781003143055.